# Juan Carlos Francisco Rivera
Juan Carlos Francisco Rivera (Verín, 16 de enero de 1968) es un abogado y político español, militante del Partido de los Socialistas de Galicia (PSdeG-PSOE). Miembro del Senado de España durante la XIII Legislatura y la XIV Legislatura. Tras las Elecciones al Parlamento de Galicia de 2020 se convierte en diputado electo del Parlamento de Galicia por Orense.

## Biografía

### Trayectoria académica y profesional
Licenciado en Derecho de la promoción de 1992 por la Universidad de Santiago de Compostela, fundó una consultora dedicada a la gestión y recaudación de tributos municipales, de la cual fue director hasta el año 2010.
Al igual, también formó parte de uno de los despachos especializados en derecho concursal más importantes de España.
Como abogado, destacó en la defensa de los afectados por la comercialización de productos bancarios, como las preferentes y las obligaciones subordinadas, obteniendo cientos de sentencias favorables a los intereses de sus clientes.

### Trayectoria política
Ejerció como Secretario General de la Agrupación Socialista de Verín durante más de una década y fue concejal y portavoz municipal en este mismo Ayuntamiento de 2007 a 2009.
Se posicionó en el número 6 de la lista del PSdeG-PSOE de Orense para las Elecciones al Parlamento de Galicia de 2009, ejerciendo como parlamentario desde el año 2010 hasta 2012. Durante esta etapa destacó por su ponencia en la Ley 2/2012 de protección de las personas consumidoras y usuarias, valiéndose de su especialización en derecho bancario y derecho de consumo.
Figuró como cabeza de lista del Senado por la provincia de Orense para las elecciones generales de España de abril de 2019 y las elecciones generales de España de noviembre de 2019.
Durante la XIII Legislatura fue vicepresidente segundo de la comisión de presupuestos y secretario primero de la comisión de derechos de la familia, la infancia y la adolescencia. También fue vocal de la comisión de incompatibilidades y de la comisión especial sobre la evolución demográfica en España.
Durante la XIV Legislatura continuó como vicepresidente segundo de la comisión de presupuestos y como secretario primero de la comisión de derechos de la familia, la infancia y la adolescencia. Además, fue también vocal de la comisión de incompatibilidades.
Tas el anuncio de las elecciones al Parlamento de Galicia de 2020, se convierte en candidato, junto a la también exdiputada Marina Ortega Otero.
Resultó elegido como diputado del Parlamento de Galicia en las Elecciones al Parlamento de Galicia de 2020 por su provincia, Orense.